# Poinson-lès-Nogent
Poinson-lès-Nogent là một xã thuộc tỉnh Haute-Marne trong vùng Grand Est đông bắc nước Pháp. Xã này nằm ở khu vực có độ cao trung bình 390 mét trên mực nước biển.